# Aspilota aestiva
Aspilota aestiva är en stekelart som beskrevs av Papp 2001. Aspilota aestiva ingår i släktet Aspilota och familjen bracksteklar. Inga underarter finns listade.